# 路易吉·卡斯塔尼奥拉
路易吉·卡斯塔尼奥拉（義大利語：Luigi Castagnola，1953年3月22日—），意大利前男子水球运动员。他曾代表意大利国家队参加1976年夏季奥林匹克运动会水球比赛，结果获得一枚银牌。